# Procédé chimique

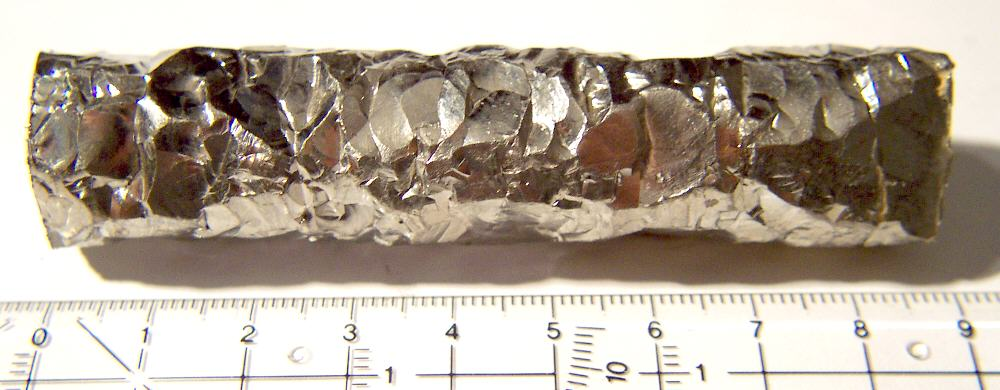
Barre de Zirconium cristallisé pur à 99.97% obtenue par Procédé Van-Arkel-de-Boer

En chimie, un procédé chimique est une méthode ou un moyen de modifier la composition d'une ou de plusieurs molécules. Ce procédé peut survenir naturellement ou artificiellement et exige une ou plusieurs réactions chimiques.
En ingénierie, un procédé chimique est une méthode de fabrication employée à l'échelle industrielle dans le but de modifier la composition chimique de substances ou de matériaux. Ces méthodes se retrouvent principalement dans l'industrie chimique.
Aucune de ces définitions n'est exacte ou complète, car il est difficile de connaître ce qu'est précisément un procédé : ce sont des définitions pratiques. Il y a également un recoupement entre ces deux définitions. À cause de cette inexactitude, les chimistes et d'autres scientifiques utilise le terme « processus chimique » dans un sens général ou selon l'interprétation donnée en ingénierie. Cependant, les ingénieurs utilise ce terme régulièrement. L'article se concentre surtout sur la définition ingénierie.
Pour compléter une transformation chimique, une ou plusieurs étapes sont nécessaires : chaque étape est appelée opération unitaire. Dans une usine chimique, chaque opération unitaire survient habituellement dans un seul récipient ou dans des sections nommées « unités ».
Souvent, une ou plusieurs réactions chimiques surviennent, mais il est possible de modifier la composition d'un matériau par séparation, purification ou conditionnement.
Les étapes peuvent s'effectuer séquentiellement dans le temps ou dans l'espace alors que des matériaux circulent dans une unité. Pour une certaine quantité de réactifs ou de produits, la quantité de matériau peut être calculée aux étapes clés du procédé en se basant sur des données empiriques ou en établissant des bilans de matériau. Ces quantités peuvent être diminuées ou augmentées selon la capacité de production d'une usine. Une ou plusieurs usines peuvent fabriquer le même produit, chacune selon ses capacités et en fonction de la demande.
Ces procédés chimiques peuvent être exprimés par des schémas fonctionnels de flux ou avec plus de détails par des schémas de procédé.
En plus d'être utilisés dans des usines chimiques, les procédés chimiques sont aussi utilisés dans les raffineries, dans les sites de traitement du gaz naturel, dans les sites de fabrication des polymères et de médicaments, ainsi que dans les usines de traitement des eaux. Les aliments produits à grande échelle sont souvent fabriqués à partir de produits ayant subi un ou plusieurs traitements de nature chimique.

## Liste
- Procédé Andrussow ;
- Procédé Bergius ;
- Procédé Berlin ;
- Procédé Birkeland-Eyde ;
- Procédé BMA ;
- Procédé Cativa ;
- Procédé chlore-alcali ;
- Procédé de contact ;
- Procédé Fischer-Tropsch ;
- Procédé Frank-Caro ;
- Procédé Haber (ou Haber-Bosch) ;
- Procédé Claus ;
- Procédé Kubierschky ;
- Procédé Leblanc ;
- Procédé Mannheim ;
- Procédé Monsanto ;
- Procédé d'Odda ;
- Procédé Ostwald ;
- Procédé Reichstein ;
- Procédé Shawinigan ;
- Procédé sol-gel ;
- Procédé Solvay ;